# Ан-30
Ан-30 (изделие «ФК» или Ан-24ФК, по кодификации НАТО: Clank — «Лязг») — самолёт воздушного наблюдения и аэрофотосъёмки. Разработан в ОКБ им. О. К. Антонова совместно с ОКБ им. Г. М. Бериева. Ан-30 является глубокой модификацией пассажирского самолёта Ан-24 и предназначен для аэрофотосъёмочных и аэрогеофизических работ. Используется также в военной авиации для воздушной разведки.

## История
Разработка Ан-30 началась в июле 1964 года, когда Советское правительство поставило перед ОКБ им. О. К. Антонова задачу создать на базе пассажирского самолёта Ан-24 специализированный самолёт для аэрофотосъёмки. Заказчиком выступило Главное Управление Гражданского Воздушного Флота (ГВФ) СССР при поддержке ВВС. Первоначально машина задумывалась в двух различных форматах: для гражданской авиации и для ВВС, однако позже остановились на единой компоновке с установкой различного фотооборудования и спецаппаратуры на базовых модификациях Ан-30А и Ан-30Б.
Эскизный проект и макет под обозначением Ан-24ФК был представлен заказчику в 1965 году. Предполагалось вместо РЛС «Эмблема» оборудовать в расширенной носовой части застекленную кабину штурмана-аэрофотосъемщика, установить дополнительные топливные баки в центроплане, подфюзеляжный обтекатель, наглухо зашить багажную дверь, а также приподнять кабину пилотов для улучшения обзора и доступа в кабину штурмана, что стало отличительным признаком всех Ан-30. Полный экипаж планировался из семи человек: двух лётчиков, штурмана-аэрофотосъемщика, радиста, бортмеханика и двух операторов. Параллельно готовилось фотооборудование позволяющее осуществлять съёмку для топографических карт масштабом 1:3000 и 1:150000.
Весной 1967 года на опытном заводе ОКБ им. Бериева в Таганроге был изготовлен прототип — Ан-24ФК в варианте «А». Первый полёт на нём экипаж лётчика-испытателя И. Е. Давыдова совершил 21 августа 1967 года. Всего было совершено 32 полёта по варианту «А». В начале следующего года в НИИ ВВС прошли испытания Ан-24ФК в варианте «Б», было совершено 13 полетов. Самолёт испытывали лётчики-испытатели Ю. Н. Курлин, Ю. Н. Кетов, Б. В. Степанов, В. А. Залюбовский, штурман-испытатель Г. Н. Гуменюк, бортрадист Ю. С. Сумный, ведущий инженер Б. М. Юшков.
В июле 1968 года завершились все заводские испытания. Межремонтный ресурс Ан-30 был установлен в 6000 летных часов или 4000 полётов в течение пяти лет. После того, как Государственный научно-исследовательский институт гражданской авиации (ГосНИИ ГА) с 7 апреля по 17 июня 1970 года провёл государственные испытания Ан-24ФК в варианте «А» (ведущий лётчик-испытатель К. А. Романов, ведущий инженер Б. М. Емельянов), самолёт был принят в эксплуатацию под названием Ан-30. Испытания показали, что новый самолёт имеет значительное преимущество[какое?] перед своими предшественниками — Ли-2ФК, Ил-14ФК и Ил-14ФКМ.
Ан-30 был запущен в серийное производство на Киевском авиационном заводе в 1971 году. Всего с 1971 по 1980 год было построено 125 самолётов (124 Ан-30 + 1 опытный в Таганроге). По другим сведениям — 123, также упоминается цифра в 115 машин, из них 23 самолёта пошли на экспорт в Афганистан, Болгарию, Вьетнам, Китай, Кубу, Чехию, Монголию.
1975-м в Мячковском авиаотряде управления ГА под Москвой было создано первое в СССР специализированное подразделение из Ан-30, которое в 1975—1980 годах осуществило фотоаэросъёмку 28 млн км².
В 1975 году Ан-З0А № «СССР-30030» был продемонстрирован на авиационно-космическом салоне в Ле Бурже.
Вскоре были разработаны две последующие модификации — Ан-З0М и Ан-З0Д. Созданный ведущими специалистами АНТК им. O.K. Антонова — В. А. Гарвардтом, М. А. Кокаревым, И. В. Оболончиком и Э. А. Шоломицким, Ан-З0М «Метеозащита» предназначен для искусственного вызывания осадков путём дозированного отстрела метеопатронов с гранулированным диоксидом углерода, активировавшим атмосферные осадки.
Ан-30Д (Дальний) «Сибиряк» оборудовался по бокам фюзеляжа дополнительными топливными баками, системой дальней навигации и другим оборудованием для полётов за Полярным кругом в целях ведения ледовой разведки. Один Ан-30Д был оборудован радиолокационной станцией бокового обзора «Торос» для съёмки с высоты 6000 м ледового покрова.
Три самолёта оборудовали для ведения радиационной разведки на ядерном полигоне в Семипалатинске. 5 января 1978 года при посадке на аэродром в Семипалатинске-21 в сложных метеоусловиях один Ан-30РР разбился.
Фотокартограф Ан-30Б в количестве 33 машин поступил в отдельные дальнеразведывательные эскадрильи (одраэ) ВВС СССР базировавшиеся в Красноярске (151 одраэ) — 9, Черновцах (86 одраэ) — 11, Братске (5-я одраэ) — затем на аэродроме Белая в Иркутской области и в Тирасполе — 10, а также в отае 2-го ГНИП (Семипалатинск-21) — 3. С ноября 1981 года в Афганистане использовался как для разведки, включая горную местность, так и для ведения визуального наблюдения. Вскоре боевые функции экипажей Ан-30Б стали включать «наведение боевой авиации на вскрытые цели, фотографирование районов ударов до и после боевого воздействия, фотографирование площадок высадки вертолётных десантов, дорог и прилегающей к ним местности, площадное воздушное фотографирование для выявления неизвестных целей или подтверждения информации, поиск сбитых самолётов и вертолётов и другие частные задачи». Три Ан-30Б вошли в состав 50 отдельного смешанного авиационного полка (осап), базировавшегося в Кабуле. Для защиты от ракет переносных зенитно-ракетных комплексов на самолётах устанавливались кассеты АСО-2В. Несмотря на защиту, 11 марта 1985 года один Ан-30Б был подбит ПЗРК, при заходе на посадку на аэродром Баграм потерпел катастрофу. Погибли два члена экипажа.
Экипажи Ан-30Б также принимали участие в вооружённых конфликтах в Чечне в 1994 и в 1999 годах. На машинах устанавливались кассеты «Веер» или УВ-26 с соответственно 196 и 384 инфракрасными ловушками.
После подписания в 1992 году «Договора по открытому небу», Ан-З0Б стали совершать полёты в Европе для контроля над военными объектами и передвижениями войск. 23 мая 2012 года у Ан-З0Б при посадке в Чехии произошёл надлом передней стойки шасси. Самолёт вынесло за пределы взлетно-посадочной полосы, начался пожар.
В 1991 году в подразделениях ГВФ числилось 66 Ан-30А. По состоянию на 1 января 2004 года в российских авиакомпаниях эксплуатировалось 27 самолётов Ан-30А и Ан-З0Д. В 2013 году в России находилось в эксплуатации 4 Ан-30А.
В Военно-воздушных силах Российской Федерации осталось менее 10 самолётов Ан-30Б.
После распада СССР Ан-30Б из 86 одраэ в Черновцах вошли в состав самолётного парка ВВС Украины. Один Ан-30Б из ВВС Украины был сбит 6 июня 2014 года под Славянском в ходе вооружённого конфликта на востоке Украины.
Три машины Ан-30 в гражданской раскраске и с надписями «Аэрофлот» можно увидеть на 18-й минуте фильма «Версия полковника Зорина» 1978 года. На двух из них видно бортовые номера: 30070 и 30073. По всей вероятности — аэродром в Черновцах.

## Оборудование
На Ан-30 устанавливался комплекс новейшего навигационного оборудования, включая доплеровский измеритель угла сноса и путевой скорости ДИСС-ФК, автомат программного разворота АРП-2 в комплекте с автопилотом АП-28Л1Ф, призванные обеспечить безопасное выполнение полётов и днём, и ночью. Специализированный комплекс автоматического и полуавтоматического оборудования для аэрофотосъёмки устанавливался по заказу МГА или ВВС. Ан-30А оснащали широкоугольным аэрофотоаппаратом АФА41/7,5, длиннофокусным АФА-54/40 для плановой съёмки, АФА 54/50 для перспективной съёмки с обоих бортов самолёта. Ан-30Б оснащали фотоаппаратом АФА-54/50, гиростабилизирующей установкой ТАУ-М над передним фотолюком, обеспечивающую с точностью до 15 угловых минут вертикальное положение оси фотообъектива независимо от манёвров самолёта, а также радиодальномерной системой «Лотос», радиовысотомером и электрометеорографом.
В средней части фюзеляжа самолёта оборудованы пять остеклённых фотолюков, из которых можно производить плановую и перспективную аэрофотосъёмку. Штурман находится в остеклённом носу самолёта, что позволяет качественно проводить сложную аэросъёмку. Аэрофотосъёмка выполняется в масштабах от 1:3000 до 1:200 000 аппаратами с различными фокусными расстояниями. Возможна обработка фотоплёнки прямо на борту самолёта. В носовом подфюзеляжном обтекателе размещалась РЛС «Гроза-30» с антенной. Также имеется топографический радиовысотомер РВТД-А с фоторегистратором, комплекс спасательного оборудования. Кабины экипажа, штурмана и аэрофотосъёмочная герметичны и оборудованы системой кондиционирования воздуха. Созданы благоприятные условия для экипажа: есть места для отдыха, кухня, туалет. Силовая установка состоит из двух турбовинтовых двигателей АИ-24ВТ и одного дополнительного реактивного двигателя РУ-19А-300.

## Применение

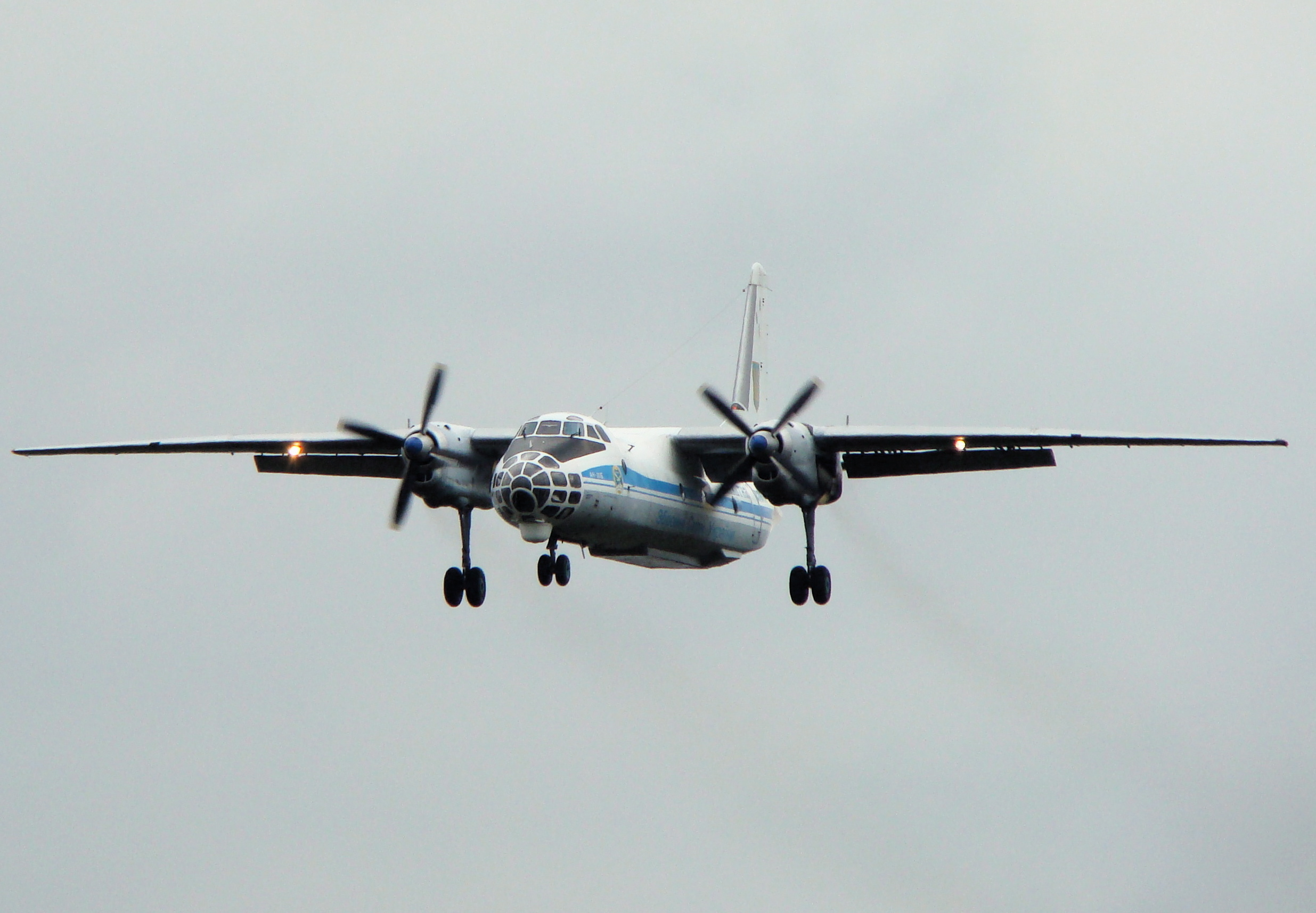
Ан-30Б Воздушных сил Украины

Самолёты активно использовались для аэрофотосъёмки местности при составлении и обновлении географических карт, а также работали по заявкам, в интересах различных ведомств.
В настоящее время самолёты Ан-30Б используются Россией, Украиной, Болгарией, Казахстаном и другими странами для наблюдательных полётов в рамках международного Договора по открытому небу. Также, Ан-30 с демонтированным аэрофотосъёмочным оборудованием используются как транспортные или, после установки дополнительных иллюминаторов, тепло-звукоизоляции и вибропоглощающего покрытия на фюзеляж, а также пассажирских кресел, системы кондиционирования и освещения в салоне, как пассажирские самолёты Ан-30А-100 на 20 мест.

## Модификации
| Название модели      | Краткие характеристики, отличия. |
| -------------------- | --- |
| Ан-24ФК              | Прототип. Первый полёт 21 августа 1967 года. |
| Ан-30А               | Гражданский фотокартограф. Изготовлено 66 самолётов. |
| Ан-30А-100           | Пассажирский вариант. |
| Ан-30Б               | Военный фоторазведчик. На борту несёт фотокамеры: 1 АФП-42/100, 3 АФА-54/50, 1 А-72. Изготовлено 26 самолётов. |
| Ан-30Д «Сибиряк»     | Дальний. Отличается дополнительными топливными баками и составом оборудования. Предназначен для ледовой разведки и поиска рыбных косяков                                                                                 |
| Ан-30М «Метеозащита» | Модернизированный. Отличается РЛС «Гроза М-30» (установлена под кабиной штурмана). Основное предназначение самолёта — искусственное вызывание осадков путём отстрела метеопатронов с гранулированным диоксидом углерода. |
| Ан-30РР              | Самолёт радиационной разведки. Изготовлено 3 самолёта. |

## Характеристики

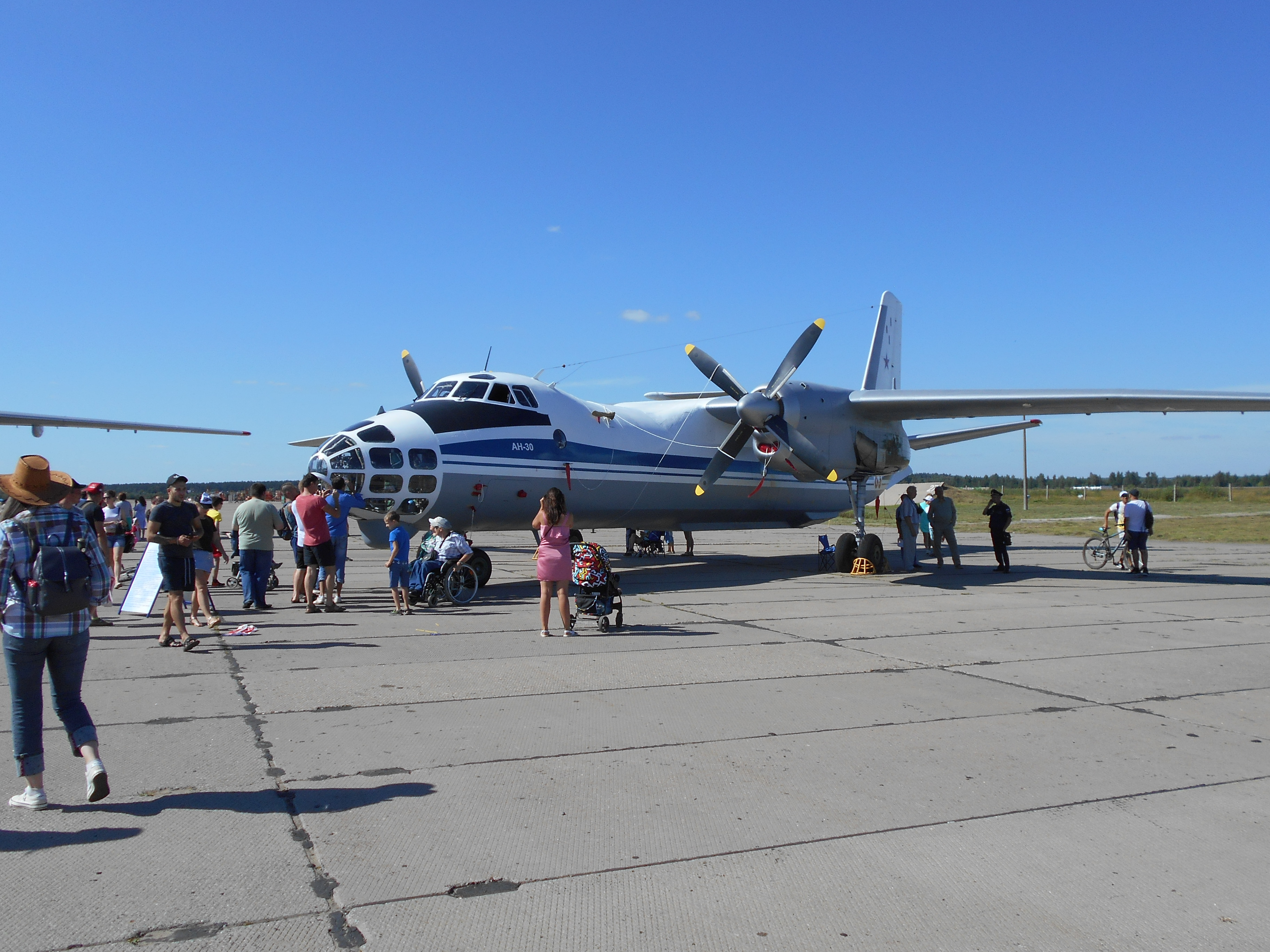
Ан-30 на военно-патриотическом праздничном мероприятии «Открытое небо» в г. Иваново. 2018 год.

| Модификация                                                        | Ан-30А                            |
| Год создания                                                       | 1964                              |
| Размах крыльев, м                                                  | 29,2                              |
| Площадь крыла, м²                                                  | 72,46                             |
| Удельная нагрузка на крыло при максимальной взлётной массе, кгс/м² | 306                               |
| Длина самолёта, м                                                  | 24,26                             |
| Высота, м                                                          | 8,32                              |
| Максимальная ширина фюзеляжа, м                                    | 2,9                               |
| Скорость, крейсерская, км/ч                                        | 476                               |
| Скорость, максимальная, км/ч                                       | 540                               |
| Практический потолок, м                                            | 8000                              |
| Дальность перегоночная, км                                         | 2600                              |
| Дальность действия, км                                             | 1240                              |
| Длина разбега по ВПП с бетонным покрытием, м                       | 710                               |
| Средний расход топлива, кг/час                                     | 855                               |
| Нормальная взлётная масса, кг                                      | 20 300                            |
| Максимальная взлётная масса, кг                                    | 23 000                            |
| Максимальная посадочная масса, кг                                  | 23 000                            |
| Масса пустого самолёта, кг                                         | 15 590                            |
| Вес фотооборудования, кг                                           | 650                               |
| Двигатели                                                          | 2 × АИ-24ВТ + 1 × РУ-19А-300      |
| Мощность одного АИ-24ВТ, э. л. с.                                  | 2820                              |
| Тяга реактивного двигателя РУ-19А-300, кгс                         | 800                               |
| Взлётная масса, кг                                                 | 23000                             |
| Длина разбега, м                                                   | 770                               |
| Время набора высоты                                                | 6000 м = 17 мин. 8300 м = 42 мин. |
| Экипаж                                                             | 6 чел. + 1 оператор               |

## Авиапроисшествия и катастрофы
| Дата       | Бортовой номер | Место катастрофы                                                               | Жертвы       | Краткое описание |
| ---------- | -------------- | ------------------------------------------------------------------------------ | ------------ | --- |
| 1975       | н.д.           | Черновцы                                                                       | 0/7          | Борт ВВС. При заходе на посадку обесточились посадочные огни, выкатился за пределы ВПП. |
| 05.01.1978 | нет данных     | Семипалатинск-21                                                               | 7/11         | При заходе на посадку на аэродром в СМУ специализированный самолёт радиационной разведки Ан-30РР, оиаэ 2-го ГНИП (Семипалатинск-21), КК полковник Ф. Фархутдинов, второй пилот К. Карпов, попал в снежный заряд и при нулевой видимости столкнулся с землёй при попытке уйти на второй круг. Самолёт разломился надвое и загорелся. Погибли шесть человек включая начальника семипалатинского ядерного полигона генерал-майора М. К. Кантеева, ещё один пострадавший скончался через четыря дня в госпитале.                                                                  |
| 19.10.1979 | 84             | Итуруп                                                                         | 0/нет данных | Повреждён во время тайфуна «Тип». Ураганный ветер разметал стоявшие на аэродроме самолёты, сорвал с креплений взлётно-посадочную полосу из профнастила и накрыл рулоном железа переломленный пополам Ан-30Б. |
| 25.01.1980 | 88             | Иркутская область, близ Братска                                                | 0/нет данных | Экипаж Ан-30Б ВВС СССР, серийный № 0808, 5-я одрэ (Братск) производил перелёт по маршруту Чита — Братск. Ночью в 50 км от Братска в СМУ произошла остановка левого двигателя. Лётчики, командир экипажа В. Г. Цыбин, второй пилот А. Шальнев, вывели самолёт из крена и произвели вынужденную посадку на лёд Братского водохранилища. Самолёт частично разрушился, члены экипажа и пассажиры не пострадали. В 2013 г. на берегу залива неподалёку от посёлка Видим установлен памятный знак в честь мирного подвига лётчиков.                                                 |
| 11.03.1985 | 05 красный     | близ Баграма                                                                   | 2/6          | Боевая потеря Ан-30Б 1-й эскадрильи 50-го ОСАП (Кабул), командир экипажа — капитан А. С. Горбачевский, второй пилот старший лейтенант В. А. Иванов. Подбит моджахедами из ПЗРК южнее Панджшерского ущелья, попадание в левый двигатель. Капитан Горбачевский попытался спасти машину и осуществить аварийную посадку на аэродром, в ходе которой начавший гореть самолёт упал на землю и разбился. Погибли оба пилота, четыре члена экипажа спаслись, покинув самолёт на парашютах перед заходом на посадку. Лётчики за проявленное мужество награждены орденами (посмертно). |
| 13.03.1992 | нет данных     | около Тирасполя                                                                | 0/7          | Повреждён автоматным огнём с земли во время боевых действий. Был восстановлен после ремонта и списан в 1996 году. |
| 22.03.1992 | 30002          | около Нижнеянска                                                               | 10/10        | Разрушение конструкции самолёта Ан-30 в воздухе, № RA-30002, Мячковского ОАО, в 55 км от Якутска, предположительно из-за несогласованных действий экипажа, усугубленных конструктивными недостатками самолёта На 63 минуте полёта в режиме автопилота произошла прогрессирующая раскачка самолёта. Через 19 секунд началось крутое снижение. На высоте около 2000 м при перегрузке 4g и скорости более 670 км/час произошло разрушение конструкции самолёта. Самолёт упал на замёрзшую реку и разбился, 10 человек погибло.                                                   |
| 23.05.2012 | 04 чёрный      | около Часлава                                                                  | 0/23         | Во время приземления Ан-30Б, выполнявшего наблюдательные полёты в рамках Договора по открытому небу, в Чехии подломилась передняя стойка шасси, что привело к потере управления и выкатыванию самолёта на 200 м за пределы взлётно-посадочной полосы, после чего самолёт загорелся. Из 23 человек, находившихся на борту, пострадало шесть человек, погибших нет. |
| 22.04.2014 | 80 жёлтый      | около Славянска                                                                | 0/0          | Самолёт ВВС Украины Ан-30Б, 15 таб (Борисполь), выполнявший наблюдательный полёт во время вооружённого конфликта на востоке Украины, был обстрелян из стрелкового оружия военнослужащими ДНР, в результате чего в самолёт попало несколько пуль. Самолёт совершил аварийную посадку на аэродроме базирования. Серьёзных повреждений не выявлено, жертв нет. |
| 06.06.2014 | 80 жёлтый      | около Славянска                                                                | 5/8          | Самолёт ВВС Украины Ан-30Б бортовой № 80, серийный номер 06-08, 15 таб (Борисполь), выполнявший разведывательный полёт во время вооружённого конфликта на востоке Украины, был сбит военнослужащими ДНР над поселком Николаевка в районе Славянска с ПЗРК. У самолёта загорелся правый двигатель и он упал в районе села Пришиб Славянского района Донецкой области. Из 8 членов экипажа трое сумели спастись, пятеро погибли. |
| 31.08.2015 | RA-30007       | Чукотка                                                                        | 0/7          | Во время посадки Ан-30Д разрушилась передняя стойка шасси. В результате чего самолёт 5 раз ударился о землю. |
| 04.06.2016 | TN-AHP         | Ямбио                                                                          | 0/30         | Во время посадки Ан-30А-100 выкатился за пределы ВВП и разрушилась передняя стойка шасси. |
| 22.06.2022 | Флаг России    | Республика Саха (Якутия), Оленёкский район, 70 км от населённого пункта Оленёк | 0/5          | Самолёт не смог долететь до аэропорта из-за технической неисправности борта. Самолёт обнаружили через несколько часов в 70 км от н.п. Оленёк: борт совершил жёсткую посадку. По сообщению МЧС, троим людям понадобилась медицинская помощь. |
| 21.04.2023 | 7708           | Хартум                                                                         | 0/0          | Уничтожен во время боёв в аэропорту, в ходе вооружённого конфликта в стране. |

## Операторы

###### Военные

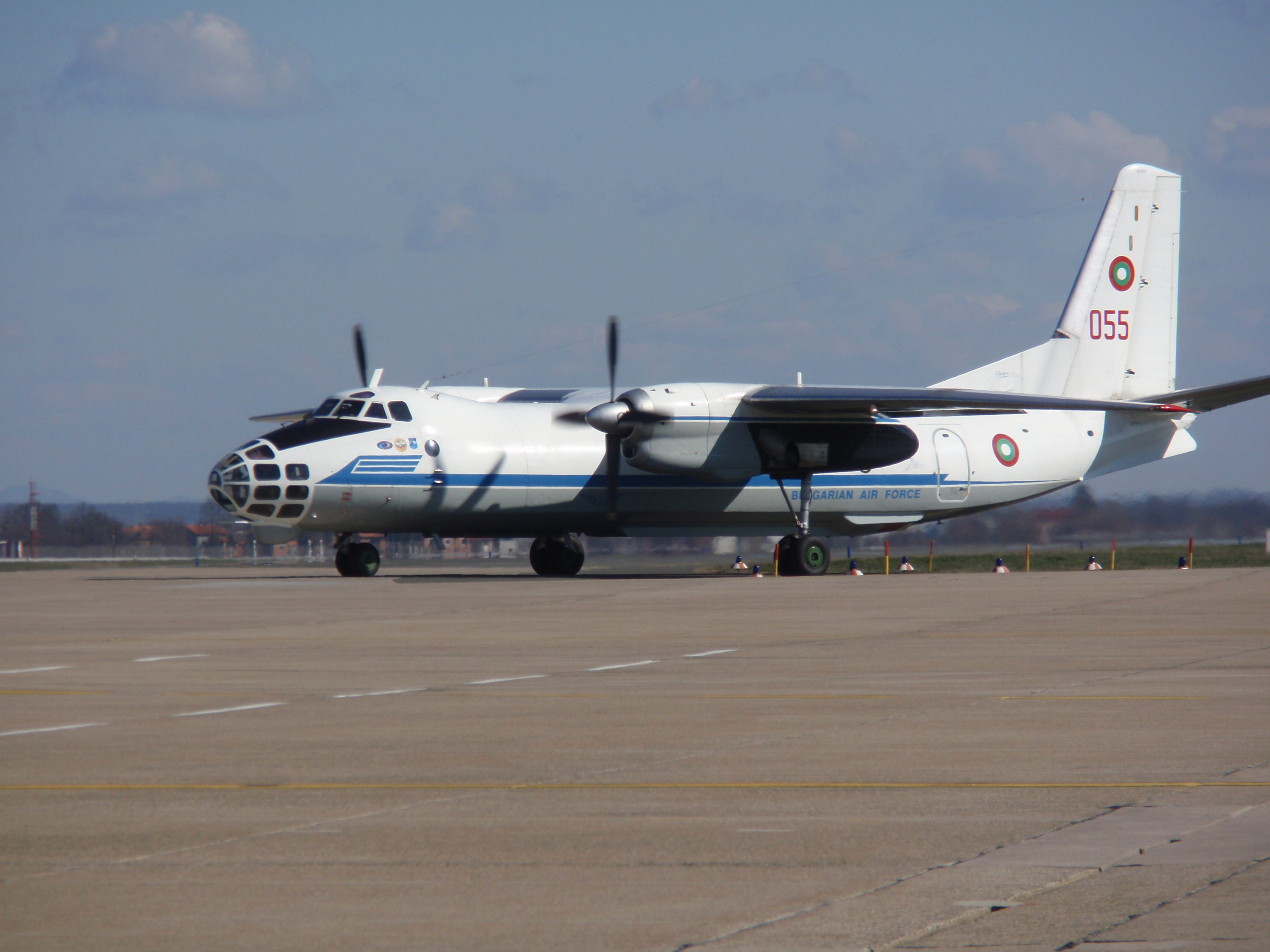
ВВС Болгарии Ан-30

- Болгария — 1 Ан-30 по состоянию на 2024 год[23]
- Казахстан — 1 Ан-30, по состоянию на 2016 год[24]
- Куба — 1 Ан-30, по состоянию на 2016 год[25]
- Россия — 4 Ан-30 по состоянию на 2024 год[26]
- Румыния — 2 Ан-30 по состоянию на 2024 год[27]
- Судан — 2 Ан-30, по состоянию на 2016 год[28]
- Украина — 3 Ан-30 по состоянию на 2024 год[29]

Экспериментальная авиация:
 Россия — 2 Ан-30, (б/н 30024,30048), испытательная авиация «Аэрострой» по состоянию на 2019 год

## Галерея

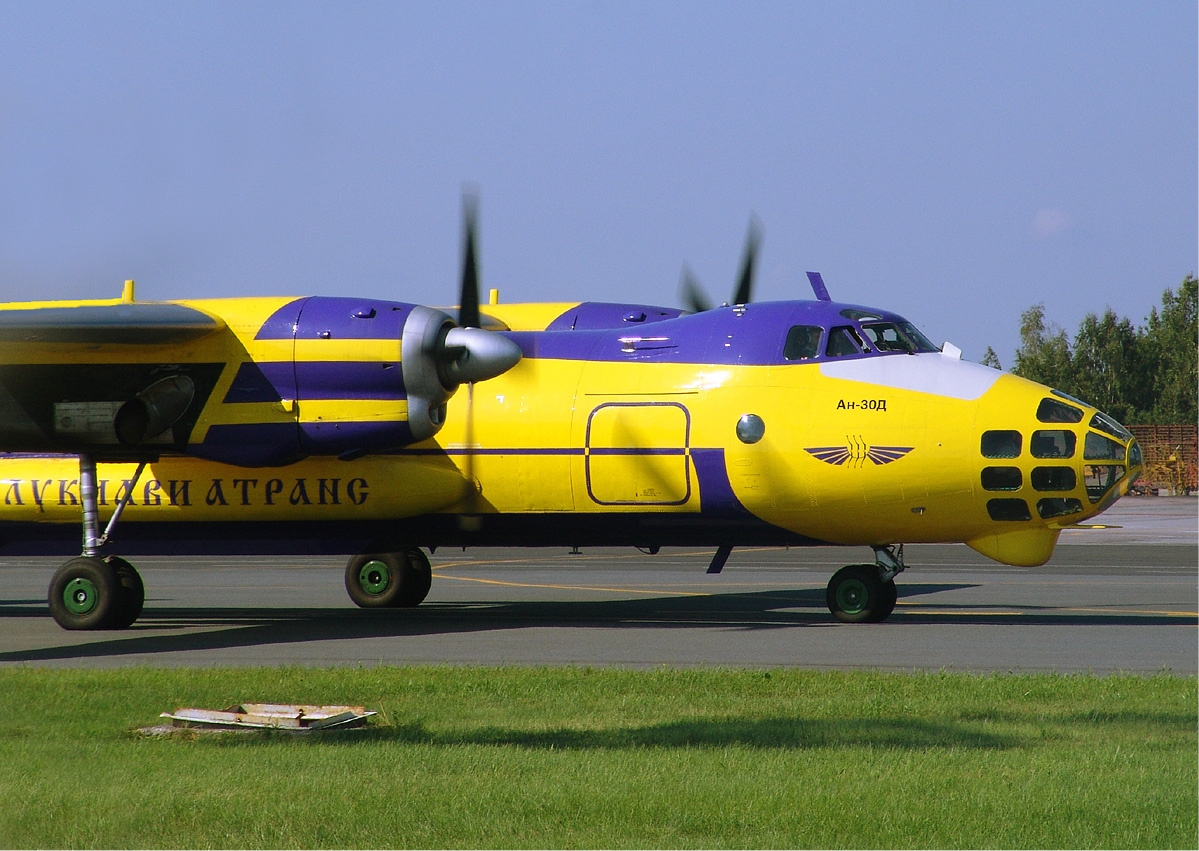
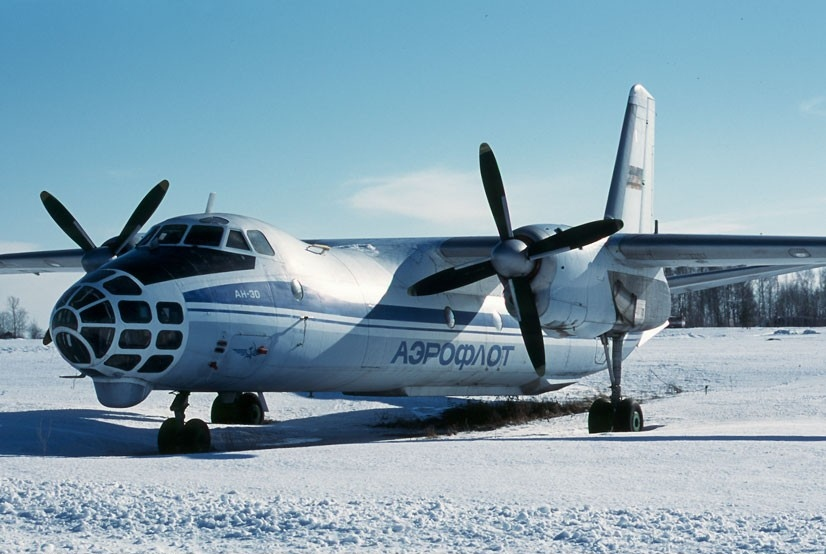
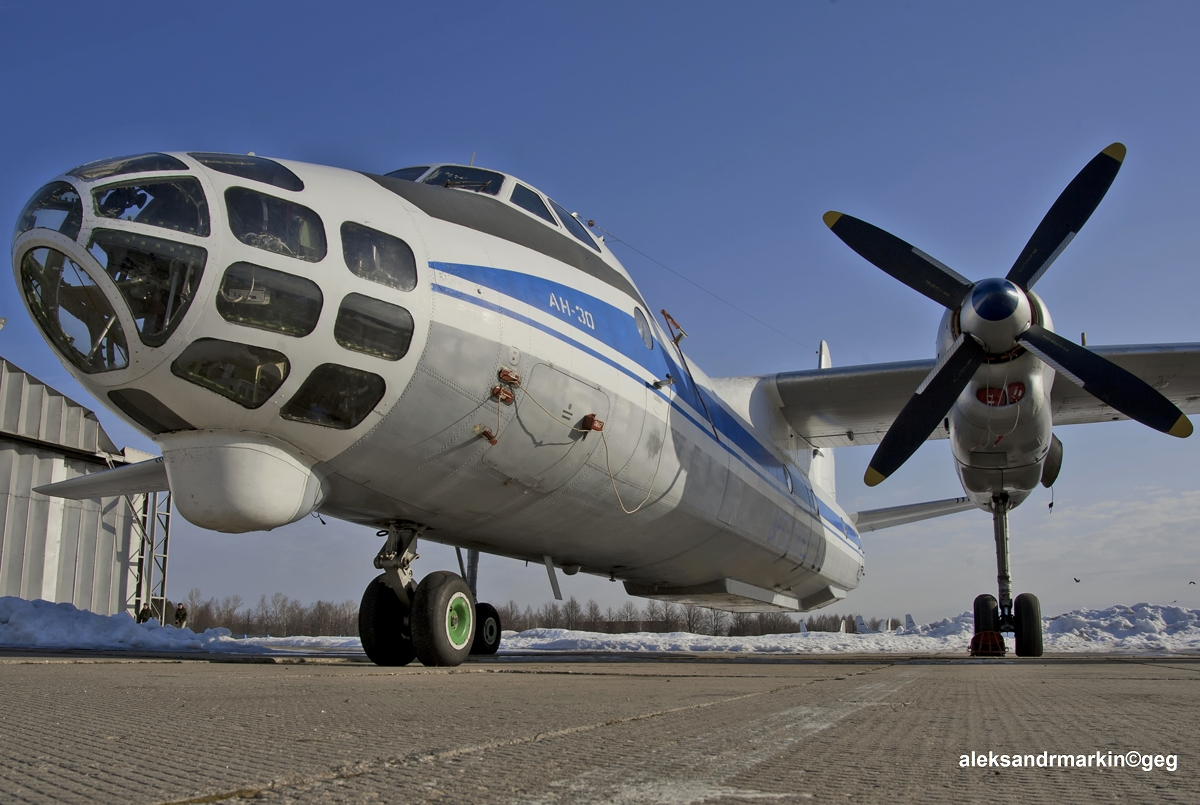
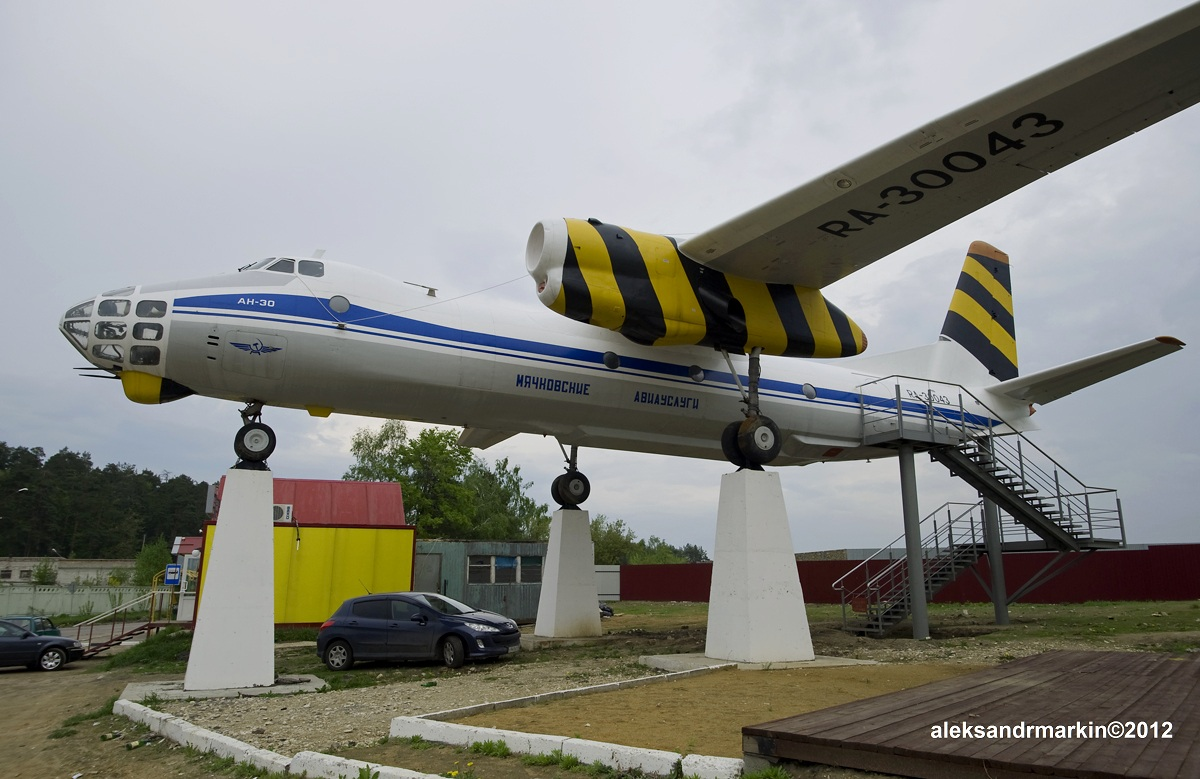
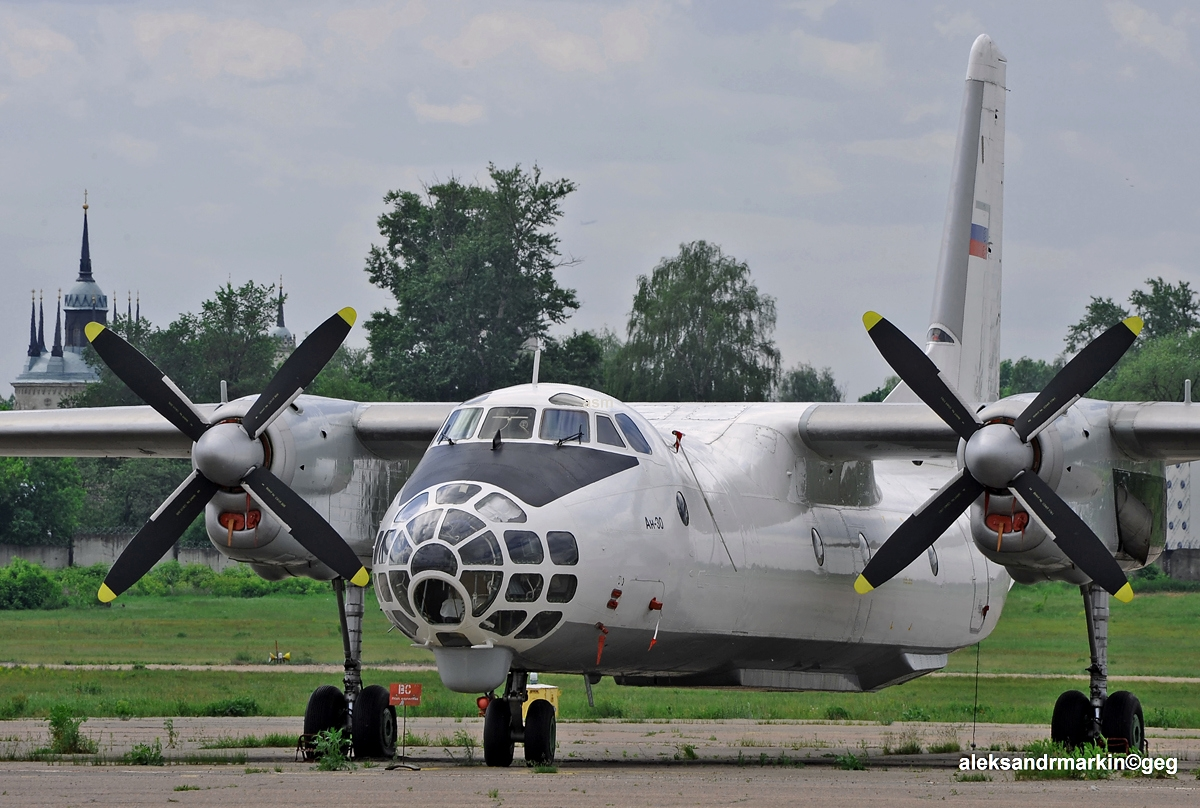
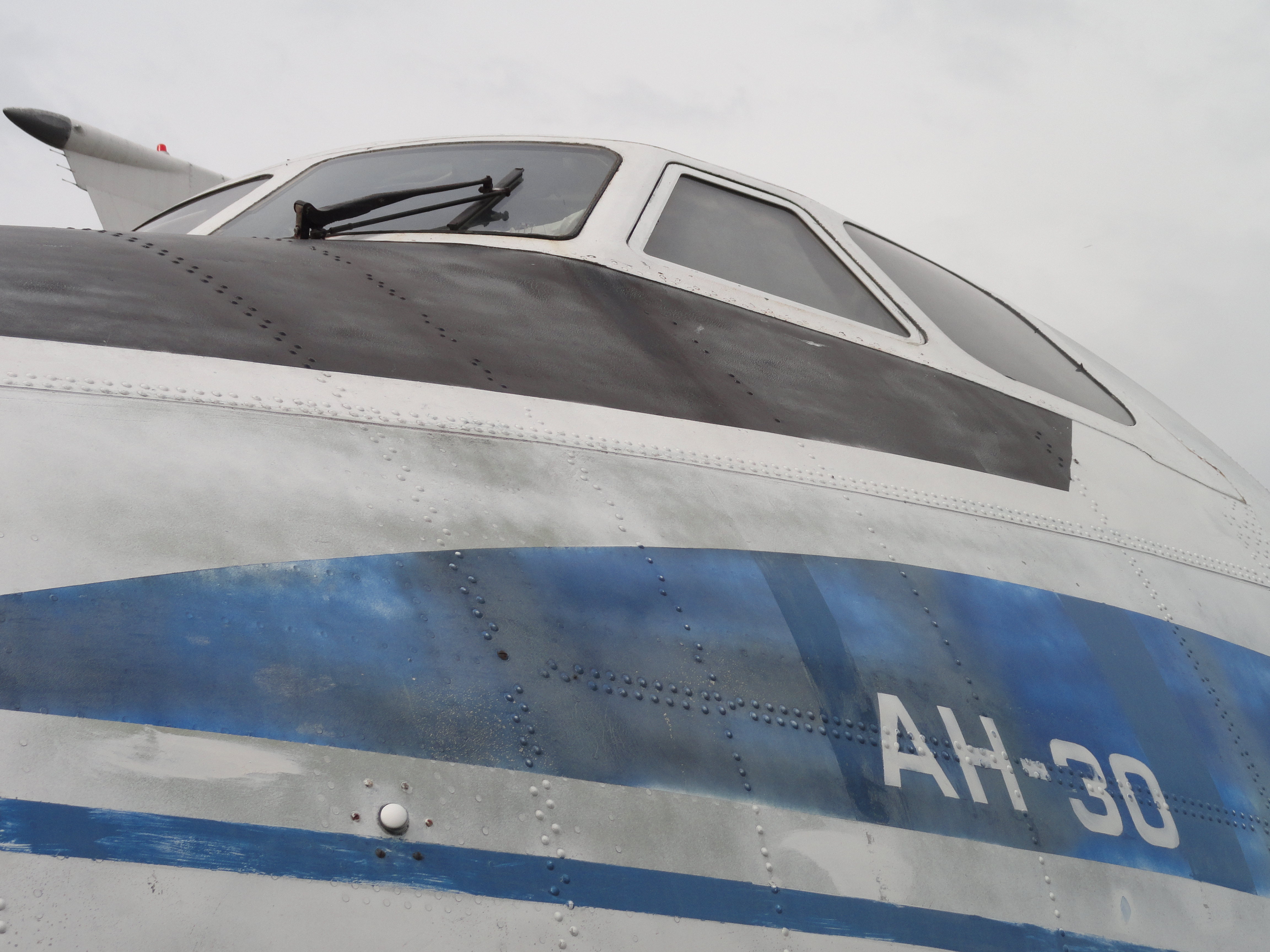

## Ан-30 в музеях
| Тип   | Бортовой номер             | Местонахождение                             | Изображение |  |
| ----- | -------------------------- | ------------------------------------------- | ----------- |  |
| Ан-30 | UR-30005 (заводской 14-06) | Государственный музей авиации Украины, Киев |             |  |